# Massena (Nova Iorque)
Massena é uma vila do Estado de Nova Iorque, Estados Unidos. Localiza-se no Condado de St. Lawrence e na Municipalidade de Massena. Sua população foi de 10 151 habitantes no Censo dos Estados Unidos de 2020, e sua área é de 4,52 milha quadradas (11,7 km2).